# Painel do Artista Lênio Braga
Painel do Artista Lênio Braga é um painel artístico inaugurado no ano de 1967 realizado pelo artista paranaense Lênio Braga, localizado no terminal rodoviário do município de Feira de Santana, no interior do estado da Bahia.

## História
Nascido no município de Ribeirão Claro, interior do Paraná, e morador de São Paulo, o pintor e artista Lênio Braga mudou-se para a Bahia onde viveu entre as décadas de 1950 e 1960. Sua formação em São Paulo passou pelos nomes de Lívio Abramo e Yllen Kerr na Escola de Artesanato do Museu de Arte Moderna de São Paulo (MAM).
Em sua passagem pela Bahia, morou em Salvador e trabalhou nas áreas de publicidade, artes gráficas e museus do estado, incluindo o Museu de Arte Moderna da Bahia (MAM-BA) e o Centro de Estudos Afro-Orientais da Universidade Federal da Bahia (UFBA).
Entre as obras de Lênio Braga de maior destaque na Bahia está o painel localizado no terminal rodoviário do município de Feira de Santana. Datado ao ano de 1967, o painel é uma homenagem ao estado da Bahia contendo sua história como a lenda do bicho do Tomba, uma dos mais populares bairros da cidade. Nas dimensões de dois metros de altura ainda é possível perceber a presença de santos, padres, meninos, panelas, colheres, bichos, entre outras coisas representadas, como uma representação da literatura de cordel - expressão literária muito popular no estado.

### Restauração

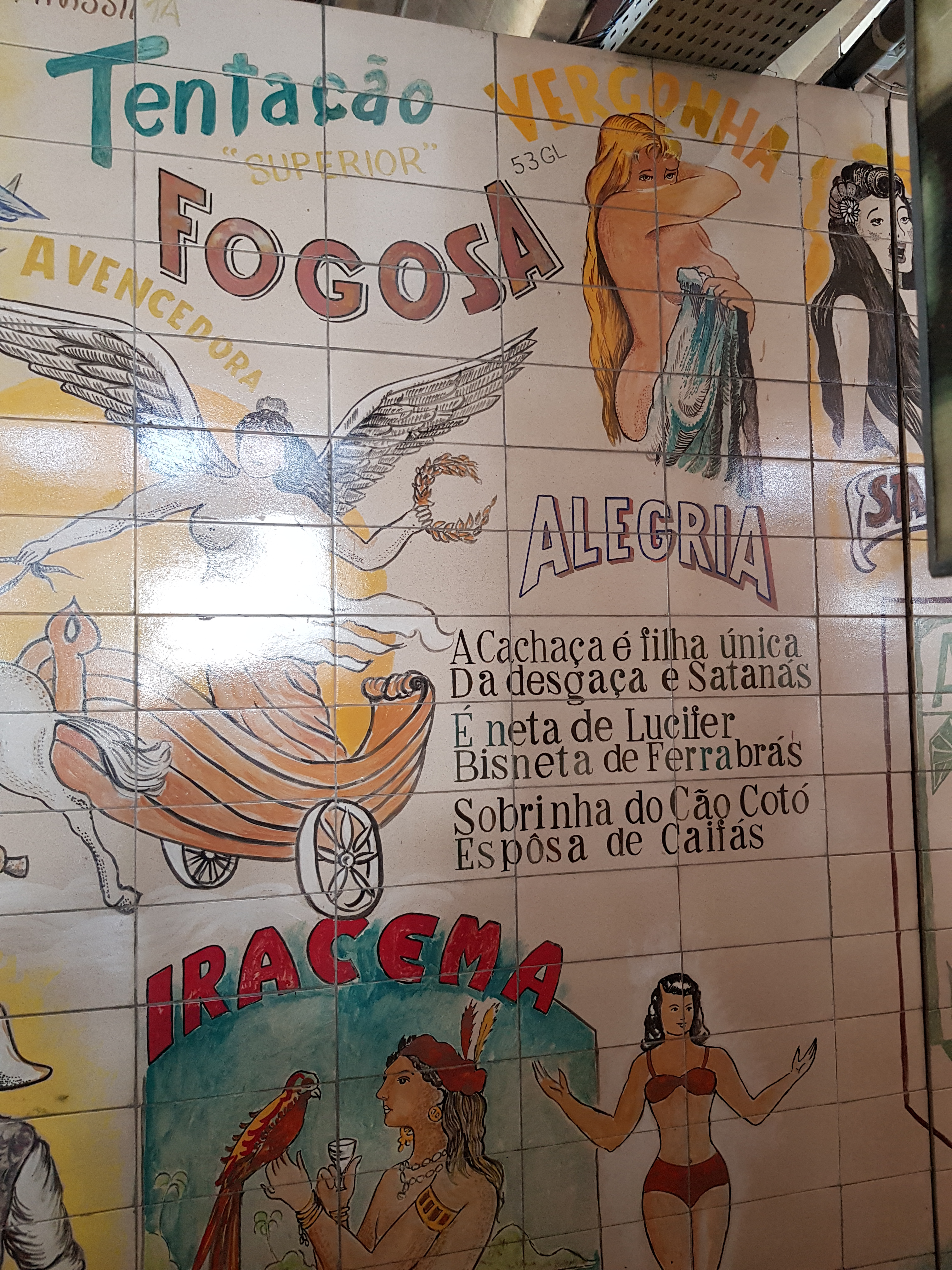
Parte da pintura do painel.

No ano de 2019, após sinais de deterioração da obra denunciados pela comunidade do município e da imprensa local, o painel passou pelo processo de restauração junto ao Instituto do Patrimônio Artístico e Cultural da Bahia (IPAC). O processo de restauro durou três meses, recuperando diversas nuances da obra, tendo sido realizada pela empresa AM Restauro, com recurso financeiros disponibilizado pela Sociedade Nacional de Apoio Rodoviário e Turístico (Sinart) e a fiscalização do IPAC.

## Tombamento
Dada a importância artística e a expressão que a obra possui no município, no ano de 2001, o painel passou pelo processo de tombamento histórico junto ao IPAC, órgão vinculado ao governo do estado da Bahia que visa preservar a memória do estado baiano.